# Isuzu Forward
Isuzu Forward / Isuzu F-Серии — семейство среднетоннажных грузовых автомобилей, серийно выпускаемых японской компанией Isuzu с 1970 года. Основными конкурентами являются Mitsubishi Fuso Fighter, Nissan Diesel/UD Trucks Condor и Hino Ranger.

## Isuzu TY
Компания Isuzu выпустила 4-тонную (8 800 фунтов) серию TY в мае 1966 года. Этот полукапотный дизайн был первым среднетоннажным грузовиком Isuzu. Первоначально установленным двигателем был D370, 3,6 л (3 644 см³) рядный шестицилиндровый двигатель мощностью 100 л. с. (74 кВт). Типы были TY20, TY30 и TY40, в зависимости от длины шасси. Первый двигатель был позже вытеснен 4-литровым D400 мощностью 102 л. с. (75 кВт), сопровождаемым изменением модельных кодов на TY21/31/41. В августе 1967 года были добавлены две 3,5-тонные (7 700 фунтов) модели, TY31 (S) и TY41 (S). Существовала также модель с очень длинной колёсной базой (доступна с расширенной кабиной) под названием TY51. Модельный ряд TY получил лёгкую подтяжку переда в марте 1968 года, включая переработанную решётку радиатора.

## Isuzu Forward
Первое поколение Forward (TR) было запущено в апреле 1970 года, заменив оригинальную серию TY. Все оригинальные модели оснащались дизельным двигателем Isuzu D500 объёмом 5 л, мощностью 125 л. с. (92 кВт). В июле 1971 года этот двигатель был модернизирован до 130 л. с. (96 кВт). В сентябре 1972 года Forward получил фейслифтинг и новый модельный код (SBR). Двигатель D500 был в значительной степени заменён новым 5,4-литровым 6BB1. Второе поколение Forward (SBR) было выпущено в августе 1975 года. Третье поколение Forward было запущено в июне 1985 года в качестве преемника первого и второго поколения Forward, кабина взята от 810 модели Isuzu. Четвёртое поколение Forward было выпущено в феврале 1994 года со всеми двигателями SOHC. Современная версия семейства производится с 2007 года. Также существует полноприводная версия Isuzu FTS 34K.

## Модельный ряд
Модельный ряд включает в себя следующие Японские модели:
- FRR
- FSR
- FTR
- FVR
- FVM
- FVZ
- FSS
- FTS

Зарубежные:
- FRR
- FSR
- FTR
- FVR
- FSZ

Предыдущие модели, снятые с производства:
- FRD
- FSD
- FRS
- GSR
- JCS (для Индии).